# Pfarrhaus (Haunsheim)

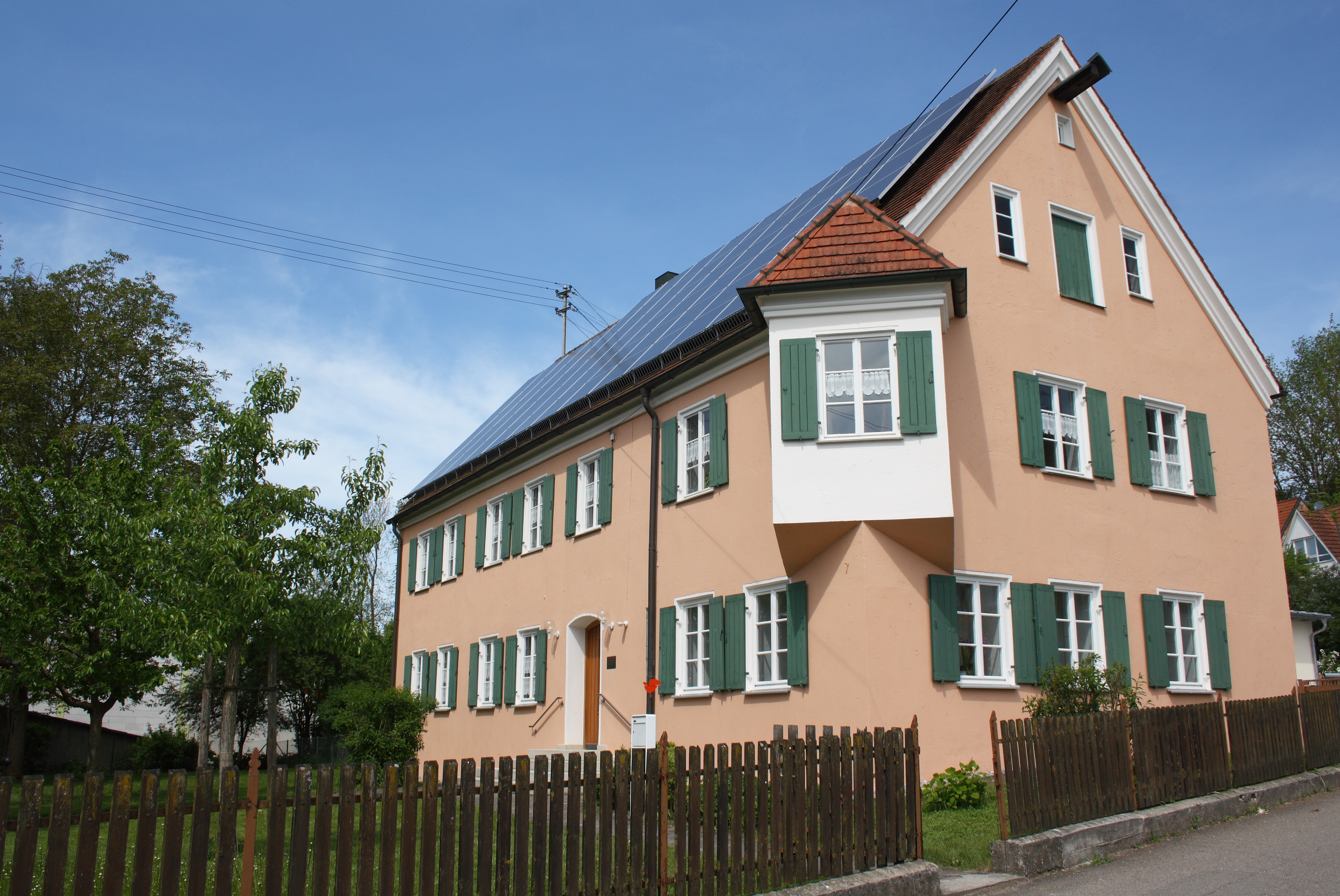
Pfarrhaus in Haunsheim

Das Pfarrhaus in Haunsheim, einer Gemeinde im Landkreis Dillingen an der Donau im bayerischen Regierungsbezirk Schwaben, wurde im 17. Jahrhundert errichtet. Das Pfarrhaus befindet sich hinter der Dreifaltigkeitskirche.
Der zweigeschossige Massivbau  mit sechs zu drei Fensterachsen besitzt einen Erker an der Südostecke.